# Museo Cantini
Il Museo Cantini di Marsiglia venne inaugurato nel 1936. Ha una collezione di arte moderna, in particolare dipinti della prima metà del XX secolo.

## Edificio
L'edificio del museo Cantini fu costruito nel 1694 per la Compagnie du Cap Nègre. La società incontrò difficoltà finanziarie e l'edificio fu venduto nel 1709 a Dominique de Montgrand bisnonno di Jean-Baptiste-Jacques-Guy-Thérèse de Montgrand, futuro sindaco di Marsiglia. L'edificio fu poi venduto a Louis Joseph Chaudoin nel 1801 e a Dieudonné Bernadac nel 1816. Nel 1888 fu acquistato da Jules Cantini che lo lasciò in eredità alla città di Marsiglia nel 1916, con la clausola che doveva diventare un museo di arti decorative. Il museo è stato aperto nel 1936.

### La collezione
Il Museo Cantini possiede una delle più grandi collezioni pubbliche di Francia del periodo 1900-1960. È rappresentata un'ampia varietà di artisti, tra cui Charles Camoin, Raoul Dufy, Albert Gleizes, Henri Laurens, Wassily Kandinsky, František Kupka, Jean Hélion, Alberto Magnelli, Amédée Ozenfant, Max Ernst, André Masson, Simon Simon-Auguste, Jacques Thévenet, Victor Brauner, Joan Miró, Jean Arp.

#### Puntinismo, fauvismo e cubismo
- Paul Signac, La Corne d'or, Matin, 1907 e Entrée du Port de Marseille, 1918
- André Derain, Pinède, Cassis, 1907
- Raoul Dufy, Paesaggi dell'Estaque, 1908
- Albert Gleizes, L'Ecolier e Etude pour Femme assise, 1920 circa
- Emile Othon Friesz, Auguste Chabaud, Charles Camoin, Alfred Lombard

#### Periodo tra le due guerre
- Oskar Kokoschka, Le port de Marseille, 1925
- Jean Hélion, Composizione verticale, 1936
- Alberto Magnelli, Pierres n ° 2, 1932
- Jenny-Laure Garcin, Les Hommes et la machine, 1932
- Julio Gonzalez, Danseuse à la palette, circa 1934
- Wassily Kandinsky, František Kupka, Jacques Villon

#### Surrealismo
- Max Ernst, Monument aux oiseaux, 1927
- Jacques Hérold, Les Têtes, 1939
- André Masson, Antille, 1943, Le Terrier, 1946
- Jean Arp, Genèse, 1944
- Joseph Cornell, Scatola di sabbia piatta, circa 1950
- Roberto Matta, Contra vosotros asesinos de palomas, 1950
- Wifredo Lam, Francis Picabia, Victor Brauner

#### Dalla seconda guerra mondiale al 1980
- Pablo Picasso, Tête de femme souriante, 1943;
- Fernand Léger, Nature morte au couteau, 1945;
- Nicolas de Staël, Harmonie rouge, bleue et noire, 1951;
- Alberto Giacometti, Ritratto di Diego, 1957;
- Roland Bierge, Nature morte à la Théière brune, 1957;
- Balthus, Nature morte à la lampe, 1958, Le Baigneur, 1960;
- Jean Dubuffet, Vénus du trottoir, 1946, Brouette en surplomb I, 1964;
- Francis Bacon, Autoritratto, 1976;
- Antonin Artaud, Vieira da Silva
- Jean-Charles Blais, St., olio su tavola e collage, 1986;

#### Disegni
Il museo espone disegni di André Derain, Pierre Bonnard, André Masson, Francis Picabia, Mark Rothko, Pablo Picasso, Edward Hopper, Victor Brauner, Jean Dubuffet . . .

#### Furto di Degas
Nel 2009 il museo espose il pastello di Edgar Degas sul monotipo Les Choristes, in prestito dal Musée d'Orsay di Parigi, che venne rubato alla fine dell'anno; l'indagine si affievolì fino al 2018, quando i doganieri lo hanno recuperato casualmente dal bagagliaio di un autobus fuori Parigi.